# Župnija Radmirje
Župnija Radmirje je rimskokatoliška teritorialna župnija dekanije Gornji Grad škofije Celje.
Do 7. aprila 2006, ko je bila ustanovljena škofija Celje, je bila župnija del savinjsko-šaleškega naddekanata škofije Maribor.

## Sakralni objekti
- Cerkev sv. Frančiška Ksaverija, Radmirje (župnijska cerkev)
- Cerkev sv. Mihaela, Radmirje
- Cerkev sv. jakoba, Okonina